# Cæcilie Norby
Cæcilie Norby (Copenaghen, 9 settembre 1964) è una cantante danese.

## Biografia
Figlia del compositore Erik Norby e della cantante lirica Solveig Lumholt, Cæcilie Norby ha debuttato nel mondo della musica nel 1982, anno in cui è entrata a far parte dell'orchestra jazz/rock/funk Street Beat; tre anni dopo si è fatta conoscere meglio come componente del complesso jazz/rock Frontline, con cui ha registrato due album.
Il successo commerciale è tuttavia arrivato con gli OneTwo, di cui ha fatto parte insieme a Nina Forsberg e Søren Bentzen dal 1985 al 1994, e con cui ha pubblicato tre album che hanno venduto più di 250 000 copie nella sola Danimarca.
Dopo lo scioglimento degli OneTwo, Cæcilie Norby ha proseguito la sua carriera come solista firmando con l'etichetta jazz statunitense Blue Note Records. Il suo album di debutto eponimo è uscito nel 1995, mentre il secondo disco My Corner of the Sky è il suo più venduto in Danimarca con 70 000 copie distribuite. Il suo successo si è confermato anche nel nuovo millennio: dall'introduzione della classifica ufficiale danese nel 2001, ha piazzato sei album nella top 40 nazionale. Il disco di maggior successo è First Conversation, che ha passato cinque mesi in classifica nel 2002, con un picco alla 2ª posizione.

## Discografia

### Album
- 1995 – Cæcilie Norby
- 1996 – My Corner of the Sky
- 1999 – Queen of Bad Excuses
- 2002 – First Conversation
- 2004 – London/Paris
- 2005 – Slow Fruit
- 2010 – Arabesque (con Lars Danielsson)
- 2013 – Silent Ways
- 2015 – Just the Two of Us (con Lars Danielsson)
- 2019 – Sisters in Jazz

### Raccolte
- 2007 – I Had a Ball - Greatest & More
- 2020 – Portraying

### EP
- 2019 – Cæcilie Norby synger Toppen af poppen
- 2019 – Hidden Treasures

### Singoli
- 1995 – Wild Is the Wind
- 1996 – Life on Mars
- 1996 – Set Them Free
- 1997 – The Look of Love
- 1999 – Cuban Cigars
- 2002 – First Conversation
- 2004 – Face It Girl, It's Over
- 2004 – Sorry Seems to Be the Hardest Word
- 2006 – Big Time
- 2011 – Little Wonder (Coffee Kids Vibe)